# Stanisław Władysław Białłozor
Stanisław Władysław Monwid Białłozor herbu Wieniawa (zm. w 1664 roku) – kasztelan mścisławski w 1662 roku, sędzia ziemski wiłkomierski w latach 1649–1662, podsędek wiłkomierski w latach 1634–1649, pisarz ziemski wiłkomierski w latach 1624–1634.
Żonaty z Anną Kolendzianką herbu Bełty, miał syna Marcjana Michała.
Jako poseł na sejm konwokacyjny 1648 roku z powiatu wiłkomierskiego był członkiem konfederacji generalnej zawiązanej 31 lipca 1648 roku. W 1648 podpisał elekcję Jana II Kazimierza. Na sejmie 1649 wybrany do komisji kurlandzkiej. W 1655 wybrany posłem na sejm z sejmiku wiłkomierskiego. 